# Stetige Kohomologie
In der Mathematik ist die stetige Kohomologie eine Variante der Gruppenkohomologie, bei deren Definition aber nur stetige Kozykel zugelassen werden. Sie ist häufig Berechnungen zugänglicher als die Gruppenkohomologie und wird deshalb in verschiedenen Bereichen der Darstellungstheorie und globalen Analysis verwendet.

## Definition
Es sei {\displaystyle G} eine topologische Gruppe. Die stetige Kohomologie {\displaystyle H_{c}^{*}(G)} ist die Kohomologie des Komplexes {\displaystyle (C_{c}^{n}(G),d^{n})} mit
{\displaystyle C_{c}^{n}=\left\{f\colon G^{n+1}\to \mathbb {R} \ {\mbox{stetig}}\ \mid f(\sigma \sigma _{1},\ldots ,\sigma \sigma _{n+1})=\sigma \cdot f(\sigma _{1},\ldots ,\sigma _{n+1})\ \forall \ \sigma \in G\right\}}
und
{\displaystyle (d^{n-1}f)(\sigma _{1},\ldots ,\sigma _{n+1})=\sum _{i=1}^{n+1}(-1)^{i}f(\sigma _{1},\ldots ,{\hat {\sigma }}_{i},\ldots ,\sigma _{n+1}).}
Die Elemente dieses Komplexes heißen homogene stetige Koketten.

## Beispiele
Die stetige Kohomologie halbeinfacher Lie-Gruppen kann mit dem Satz von van Est berechnet werden. Beispielsweise ist
{\displaystyle H_{c}^{i}(SO(n,1))={\begin{cases}\mathbb {R} ,&{\text{für }}i=0\\0,&{\text{sonst}}\end{cases}}}
und 
{\displaystyle H_{c}^{*}(SL(n,\mathbb {C} ))=\Lambda _{\mathbb {Z} }(b_{3},b_{5},\ldots ,b_{2n-1}),}
wobei {\displaystyle b_{i}\in H_{c}^{i}(SL(n,\mathbb {C} ))} die i-te Borel-Klasse bezeichnet.